# قبة تايبيه
قبة تايبيه هو ملعب متعدد الأستخدمات قيد الإنشاء يقع في تايبيه،تايوان.بالإضافة للنشاط الرياضي يضم مجمع يضم أنشطة تجارية، سينما، فندق ومكاتب.